# Hungary Helps Program
A Hungary Helps Program egy 2017-ben indított magyar kormányzati keretprogram, melynek célja, hogy vallási és etnikai hovatartozástól függetlenül, a fejlődő országokban és a különböző válságterületeken folyó segítségnyújtási és fejlesztési tevékenységek összehangoltan valósulhassanak meg. A hármas vonatkozású programot (humanitárius, migrációs, vallásszabadsággal kapcsolatos politika) 2018 decemberében fogadta el törvényként az Országgyűlés, és gyakorlatilag egybefoglalja Magyarország összes nemzetközi humanitárius és fejlesztési tevékenységét.
A Hungary Helps Programról szóló kormányrendelet alapján magában foglalja a nemzetközi fejlesztési együttműködésről és a nemzetközi humanitárius segítségnyújtásról szóló 2014. évi XC. törvényben meghatározott tevékenységeket, továbbá olyan adományokat, amelyek célba juttatásához Magyarország valamely külképviseletének közreműködését veszik igénybe, ha ahhoz az adományozó hozzájárul. A Hungary Helps Program meghatározott céljaként szerepel az üldözött keresztény közösségek megmentése, és az, hogy olyan helyzetbe hozza őket, hogy segíthessék a velük együtt élő más vallási csoportokat, és ezáltal javuljon társadalmi megítélésük. Ennek alapján került sor több, az üldözött keresztényeket segítő humanitárius és újjáépítési jellegű támogatás kivitelezésére is.

## A Program támogatási elvei

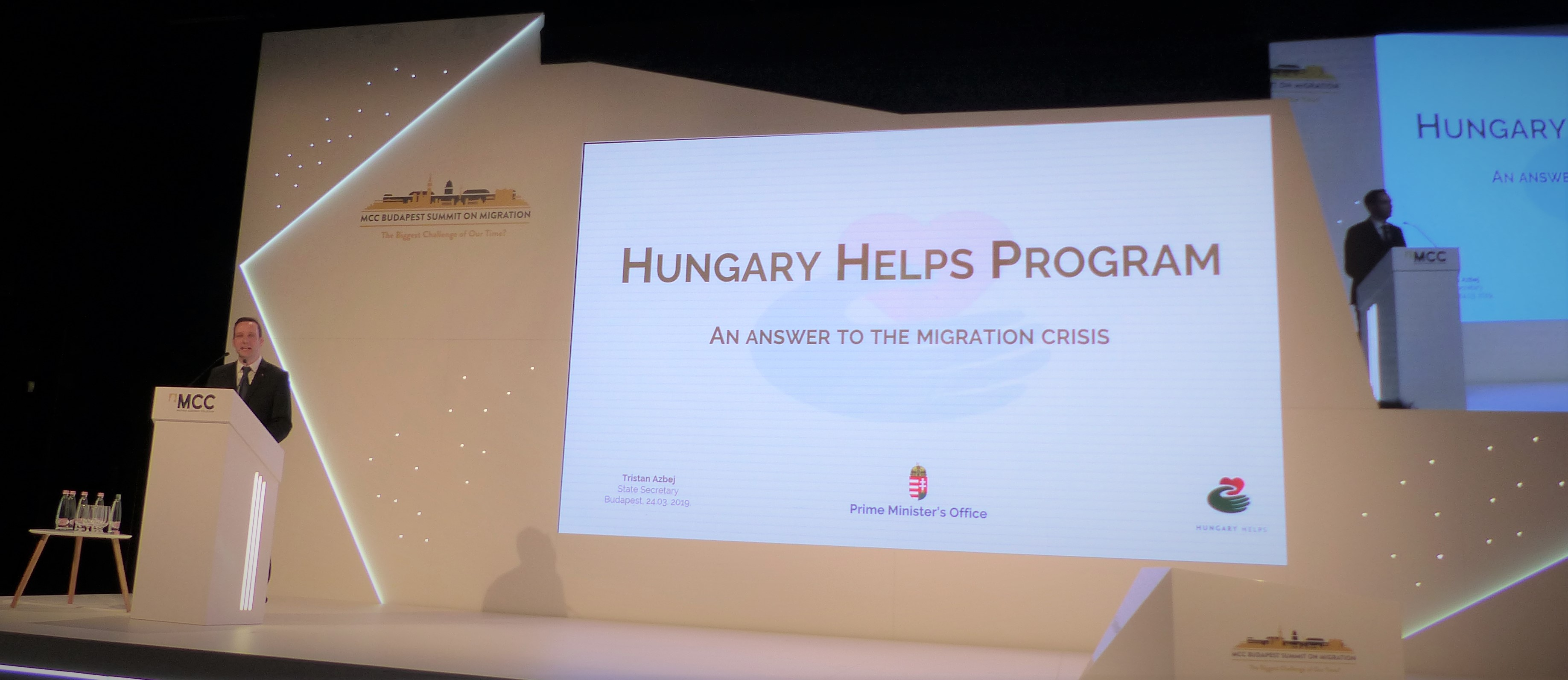
Azbej Tristan a Hungary Helps Programról

A Hungary Helps Program a magyar kormány szándékai szerint azt hivatott biztosítani, hogy Magyarország humanitárius politikája és segítségnyújtása a különböző területeken összehangolt és hatékony legyen. A keretprogram fő célkitűzéseit a következő pontokban foglalták össze:
- A humanitárius válságok kiváltó okainak feltárása.
- Összhangban a magyar kormány migrációellenes politikájával, a szülőföldön maradás lehetőségének megteremtése. Ennek jegyében a Program egyik alapelve, hogy nem a bajt kell Európába hozni, hanem a segítséget kell oda vinni, ahol baj van.[7] A Hungary Helps Program révén Magyarország a migrációt helyben szeretné megelőzni és a válságrégiókban nyújt segítséget, hogy ne kelljen útnak indulniuk az ott élő embereknek.[8]
- A krízisterületek vallási és etnikai sokszínűségének megőrzése.

A támogatási program alapelve, hogy teljes mértékben törekszik igazodni az üldözött közösségek igényeihez. Ennek megfelelően a támogató a közösségek képviselői, egyházi vezetői által jóváhagyott célra ad támogatást, minden esetben mérlegelve, hogy milyen mértékben segíti elő az adott projekt a közösségek megmaradását a válságokkal sújtott területeken.

## Nemzetközi visszhangok
Az Egyesült Államok vezető politikusai, köztük Donald Trump elnök és Mike Pence alelnök több alkalommal elismerésüket fejezték ki a magyar kormány üldözött keresztényeket segítő programja kapcsán.
Emellett Ferenc pápa is méltatta a magyar kormánynak a világban üldözött keresztények megsegítését célzó programját. Stephen Rasche, az Aid to the Church in Need (Szükséget Szenvedő Egyház) katolikus jószolgálati világszervezet ninivei újjáépítési projektjének vezetője pedig, köszönetet mondva a magyar kormány segítségnyújtásának, az alábbiakat mondta a Hungary Helps kapcsán: „Hatvan nap alatt megmentettük Tell-Aszkuf városát! És ezt Magyarország kormánya tette!”
II. Efrém Ignác szír ortodox pátriárka így méltatta a Hungary Helps Programot: „A magyar kormány politikájának vagy egy nagyon fontos programja… A magyarok egyedülálló módon tesznek nagy erőfeszítéseket, hogy támogassák a keresztény közösségek helyben maradását főként Szíriában és Irakban.”

## A Program vezetői
A Hungary Helps Program magában foglalja a magyar kormány teljes humanitárius és nemzetközi fejlesztési tevékenységét, ezért lebonyolításában több minisztérium is részt vesz. 2018-tól az Üldözött Keresztények Megsegítéséért és a Hungary Helps Program Megvalósításáért Felelős Államtitkárság felel a program politikai koordinációjáért, egységes megjelenítéséért, valamint az üldözött keresztények megsegítését célzó programok lebonyolításáért.
2017–2018 között Heltai Péter volt a Program utazó nagykövete. Ezt megelőzően 2016 végétől az Emberi Erőforrások Minisztériumának Üldözött Keresztények Megsegítéséért Felelős Helyettes Államtitkársága volt felelős a program megvalósításáért.
2018-ban a Programot áthelyezték az Emberi Erőforrások Minisztériumától a Miniszterelnökséghez, vezetője pedig Azbej Tristan, az üldözött keresztények megsegítéséért felelős államtitkár lett. Az új kormányzati egység neve hivatalosan: "Az Üldözött Keresztények Megsegítéséért és a Hungary Helps Program Megvalósításáért Felelős Államtitkárság."
2019 januárjától Juhász Hajnalka miniszteri biztosként segíti az államtitkárság munkáját. Feladata a Hungary Helps Program nemzetközi kapcsolatainak fejlesztése, valamint a nemzetközi stratégiai együttműködés kiépítése a V4 országaival és a humanitárius segítségnyújtásban élen járó országok ügynökségeivel.
A 2019 áprilisában megalakult Hungary Helps Ügynökség, amelynek vezérigazgatója Kovács-Pifka Péter. Az Ügynökség három fő feladata: egyrészt szervezi a magyar kormány valamennyi humanitárius segítségnyújtását, különös tekintettel a katasztrófák esetén biztosított azonnali segítségnyújtásra. Másrészt „teljes körűen megvalósítja a kormány üldözött keresztényeket és más vallási közösségeket segítő programjait”. Harmadrészt részt vesz a Külgazdasági- és Külügyminisztérium által koordinált nemzetközi fejlesztéspolitikai célkitűzéseinek megvalósításában is. Az Ügynökség feladatkörébe tartozik a támogatáskezelés és a forrásbevonás is.

## A Hungary Helps Program projektjei
Földrajzi célterületeit tekintve a Hungary Helps Program tevékenysége az eddigiekben elsősorban a Közel-Keletre, illetve a szub-szaharai régióra összpontosult (Irak, Szíria, Libanon, Jordánia, Nigéria, Etiópia, Kongó).
Gyorssegély
Általában terrortámadások és súlyos természeti katasztrófák során megsebesült és kárt szenvedett áldozatok megsegítésére, a gyors és hatékony segítségnyújtás jegyében rendkívüli elsősegély ellátást nyújt a Hungary Helps Program az élethez szükséges alapvető feltételek biztosításához, valamint a rend és a normális körülmények helyreállításához. A magyar kormány a fenyegetett közösségek iránti humanitárius felelősség jegyében a Hungary Helps Program keretében 10 millió Ft összegű gyorssegéllyel sietett a Fülöp-szigeteki merényletben megsérültek megsegítésére és a keletkezett károk enyhítésére, miután 2019. január 27-én Fülöp-szigeteken egy katolikus templomban a mise alatt és a mentés közben is szélsőségesek robbantottak, legalább 27 ártatlan emberi életet kioltva.
A 2019 húsvétvasárnapján, Srí Lanka-i keresztény templomokban és szállodákban, az Iszlám Állam terroristái által elkövetett robbantásos merényletek súlyosan sérült túlélőinek és az árván maradt gyerekeknek a magyar kormány 9 + 11 millió forint gyorssegélyt ajánlott fel a Hungary Helps Program keretében. A terrortámadás következtében 253-an életüket vesztették és hozzávetőleg 500-an megsérültek.
Humanitárius segítségnyújtás
A magyar kormány a Hungary Helps Programon keresztül a fegyveres konfliktusok, polgárháborúk, terror és üldöztetések miatti válsághelyzetek enyhítésére humanitárius támogatásokat biztosít, azzal a céllal, hogy segítse a szükséget szenvedő közösségek helyben maradását, ezzel csökkentve az Európába irányuló migrációt.
Ennek keretében támogatta a „Nyitott kórházak” elnevezésű szíriai humanitárius projektet, melyen keresztül három szíriai egészségügyi intézmény – az aleppói Szent Lajos Kórház, a damaszkuszi Francia Kórház, valamint a damaszkuszi Olasz Kórház – 1 éves működésének biztosítása valósult meg, megsegítve a háború áldozatainak és a pusztítás miatt segítség nélkül maradt embereknek egészségügyi ellátását.
A félmilliós jazidi kisebbséget ért támadás után a túlélők, illetve megmenekülők hazatéréséhez, helyben maradásuk biztosításához, reintegrációjuk megvalósításához járult hozzá. Hozzájárult a Magyar Ökumenikus Segélyszervezet észak-iraki menekültek segítését szolgáló projektjéhez, valamint a Magyar Máltai Szeretetszolgálat a szír–jordán határ mentén formális és nem formális menekülttáborokban végzett munkájához.
Többek közt mindemellett a Hungary Helps Program humanitárius támogatást biztosított az Antiókhiai Szír Katolikus Egyház libanoni, iraki és szíriai humanitárius tevékenységéhez, melynek keretében a bejrúti Béke Angyalai Iskola, illetve a charfeti árvaház projektje is megvalósult.
Fejlesztés és újjáépítés
A háborúk befejeztével jelentős hangsúlyt fektet a Hungary Helps Program a lerombolt, megsérült lakóépületek, intézmények újjáépítésének támogatására, amelyek lehetővé teszik az elmenekült emberek visszatérését, valamint biztosítják a szülőföldön maradás és helyben való boldogulás lehetőségét.
Ennek keretében valósult meg a Ninivei-fennsíkon található Tell-Aszkuf településének újjáépítése, melynek eredményeként visszatérhetett az Iszlám Állam terrorszervezet által, 2014-ben elüldözött 1300 keresztény családból 1000. A helybeliek köszönetük jeléül a „Magyarország leánya” titulussal egészítették ki községük nevét.
A fejlesztés és újjáépítés jegyében történt többek közt az Irakban lévő, erbíli Szűz Mária általános iskola építésének támogatása, az Iraki-Kurdisztánban található, dianai Szent György-templom újjáépítése, a Libanonban folytatott templomrekonstrukciók és egyházi infrastruktúra-fejlesztések, az oktatási és egészségügyi infrastruktúra újjáépítése Nigériában, az Etiópiában lévő Mai Aini menekülttábor fenntartásának és fejlesztésének támogatása, valamint Richárd Testvér Kongói Betegekért Alapítvány fenntartásában, Mbuji-Mayi városában működő Centre Ophtalmologique St. Raphaël szemklinika épületének és orvosi felszereltségének fejlesztése.
Ösztöndíjprogram Keresztény Fiataloknak
A 120/2017. (VI.1.) Korm. rendelet alapján Ösztöndíjprogram Keresztény Fiataloknak elnevezéssel üldözött és hátrányos megkülönböztetést szenvedő keresztény fiatalok számára jött létre miniszteri ösztöndíjprogram, amelynek célja, hogy a hazájukban a felsőoktatásból gyakran kiszoruló keresztény fiatalok számára biztosítson lehetőséget felsőfokú tanulmányok folytatására Magyarországon, hogy visszatérve hazájukba az ottani fejlődés előmozdítói lehessenek. Jelenleg több mint 200 ösztöndíjas vesz részt a programban.

## Nemzetközi együttműködés
Az Amerikai Egyesült Államok Nemzetközi Fejlesztési Ügynöksége (USAID) és a magyar Miniszterelnökség üldözött keresztények megsegítéséért felelős államtitkársága között 2018 decemberében együttműködési megállapodás született, amely az iraki üldözött keresztények közös támogatását, gazdasági újjáépítését célozza meg, és amely alapján az Iszlám Állam terrorszervezet által lerombolt Karakos város újjáépítésére kerül sor.

## Figyelemfelhívás
Nemzetközi konferencia
2017. október 11. és 13. között került megrendezésre Budapesten a „Nemzetközi Konferencia a Keresztényüldözésről” című rendezvény. A 420 résztvevő között jelen voltak a közel-keleti, valamint az európai egyházak vezetői, a témával foglalkozó politikusok, továbbá az érintett hazai és nemzetközi szervezetek képviselői.
2019. november 26. és 29. között második alkalommal is megrendezésre kerül Budapesten a Nemzetközi Konferencia a Keresztényüldözésről című esemény, amin összesen 650 vendég vett részt és 45 ország képviseltette magát.
Budapest-jelentés a keresztényüldözésről
A 2017-es és 2018-as tanulmánykötet után 2019-ben is megjelent magyar és angol nyelven is a Miniszterelnökség és az Üldözött Keresztények Megsegítéséért és a Hungary Helps Program Megvalósításáért Felelős Államtitkárság felkérésére a Nemzeti Közszolgálati Egyetem szerkesztésében a „Budapest-jelentés a keresztényüldözésről” című kötet, amely bemutatja a keresztény közösségek elleni támadásokat, valamint a háború sújtotta térségekben elért kormányzati támogatások eredményeit.
Kereszt-tűzben kiállítás
Az Üldözött Keresztények Megsegítéséért és a Hungary Helps Program Megvalósításáért Felelős Államtitkárság és a Magyar Nemzeti Múzeum közös szervezésében megvalósuló Kereszt-tűzben elnevezésű kiállítás a Közel-Keleten zajló keresztényüldözést mutatja be kortárs mártírok sorsán, tárgyi emlékeken és képi világon keresztül. A figyelemfelhívás jegyében megrendezésre kerülő tárlatnak először a Magyar Nemzeti Múzeum adott otthont, ezt követően Washingtonban, New Yorkban, a püspökök XV. rendes püspöki szinódusához kapcsolódóan Rómában, Münchenben, valamint második alkalommal Washingtonban, a Museum Of The Bible-ben került bemutatásra.
Tanúságtevő rendezvények
A keresztényüldözés minél szélesebb nyilvánosság előtti bemutatásának céljával, az Államtitkárság szervezésében, tanúságtevő rendezvényeken keresztül tartanak előadást az üldözött keresztény közösségek magas rangú egyházi vezetői. Ennek keretében Louis Rafael Sako babiloni káld katolikus pátriárka és II. Ignác Efrém szír ortodox pátriárka mellett több közel-keleti és afrikai egyházi elöljáró is Budapestre látogatott.
Jószolgálati nagykövetek
2019. november 18-án sajtótájékoztató keretében mutatta be Azbej Tristan államtitkár a Hungary Helps Program kinevezett jószolgálati nagyköveteit: Herczegh Anitát, a köztársasági elnök feleségét, Hölvényi György európai parlamenti képviselőt, Böjte Csaba ferences és Sajgó Szabolcs jezsuita szerzetes atyát. A jószolgálati nagykövetek feladatai közé tartozik, hogy képviseljék az üldözött keresztények ügyét és igyekezzenek támogatókat és partnereket szerezni a keresztényüldözés elleni küzdelemben való együttműködésben.

## A Hungary Helps Program megítélése Magyarországon
2019-ben a Nézőpont Intézet felmérése szerint a magyarországi  magyarok 65 százaléka jelentős problémának ítélte a keresztényüldözést a világban. A felmérést a Miniszterelnökség megbízásából végezték országosan, 2000 fő személyes megkérdezésével.  A Nézőpont Intézet a kutatás adatai alapján megállapította: Mind a kormánypárti szimpatizánsok 78, mind a kormánykritikus polgárok 66 százaléka egyetért a Hungary Helps Program fő céljával, a helyben való segítségnyújtással.